# Unhošť
Unhošť là một thị trấn thuộc huyện Kladno, vùng Středočeský, Cộng hòa Séc. Trong năm 2019, nó có dân số 4779 người. Unhošť gần Praha.